# Alf Magne Salo
Alf Magne Salo, född 1 april 1959 i Manndalen i Kåfjords kommun i Troms fylke, död 2 februari 2013 i Skardalen, var en norsk samisk bildkonstnär.
Alf Magne Salo växte upp i Kåfjord. Åren 1979–83 studerade Alf Magne Salo på Det Fynske Kunstakademi i Odense i Danmark. Han deltog i flera utställningar med samiska temata: Mu geaidnu - min vei (2006), In the Shadow of the Midnight Sun (2007–08), Gierdu: bevegelser i samisk kunstverden (2009–2010) och being a part (2009–2010. Han hade en separatutställning på Samisk kunstnersenter 2007.
Hans målningar är abstrakta och präglade av starka färger. Många tavlor har markerade gula och röda nyanser. Enligt Salo själv ligger deras samiska karaktär i estetiken: han var inspirerad av de organiska former som finns i duodji, det samiska hantverket. Han var också påverkad av konstriktningar som impressionismen, kubismen och modernismen.
Han är representerad i flera offentliga samlingar i Nord-Norge, bland andra Nordnorsk Kunstmuseum, Troms fylkeskommune, Sparebank 1 Nord-Norges kunststiftelse  och RidduDuottar Museat - de samiske samlinger.
Han har gjort offentliga utsmyckningar, till exempel i  Nordlandssykehuset i Bodø, Tromsø Tinghus och Senter for nordlige folk i Manndalen. Han har formgovit affischen för  Riddu Riđđu-festivalen 1999 och har också ritat scenen till Riddu Riđđu-festivalen.